# SS John Oxley
Le SS John Oxley est un bateau à vapeur qui servait auparavant de bateau pilote et de navire de services aux phares et aux bouées. Le navire a été construit en Écosse en 1927 pour le gouvernement du Queensland. Il a été réquisitionné par la Royal Australian Navy (RAN) pendant la Seconde Guerre mondiale. De retour à ses fonctions après la guerre, John Oxley est resté actif jusqu'en 1968, lorsque la détérioration de son état la rendit inutilisable.
En 1970, le navire a été donné par le gouvernement du Queensland au Lady Hopetoun et Port Jackson Marine Steam Museum (maintenant la Sydney Heritage Fleet (en) -la flotte du patrimoine de Sydney) à des fins de préservation, mais en raison d'autres projets, les travaux ont été suspendus jusqu'en 2004. Depuis 2017, le navire est en cours de restauration à Rozelle Bay (en).

## Conception et construction
La Bow, McLachlan and Company de Paisley dans le Renfrewshire, en Écosse ont construit le John Oxley en 1927. Le navire a été lancé le 20 juillet 1927 et achevé plus tard dans année. Sa propulsion est assurée par deux chaudières marines Scotch alimentant une machine à vapeur à triple expansion, qui fournit une puissance de 1 400 ch à l'hélice, pour une vitesse maximale de 26 km/h. Le navire avait un équipage de 15 personnes et, dans son rôle de bateau pilote, pouvait transporter 14 pilotes de port.

## Carrière de service

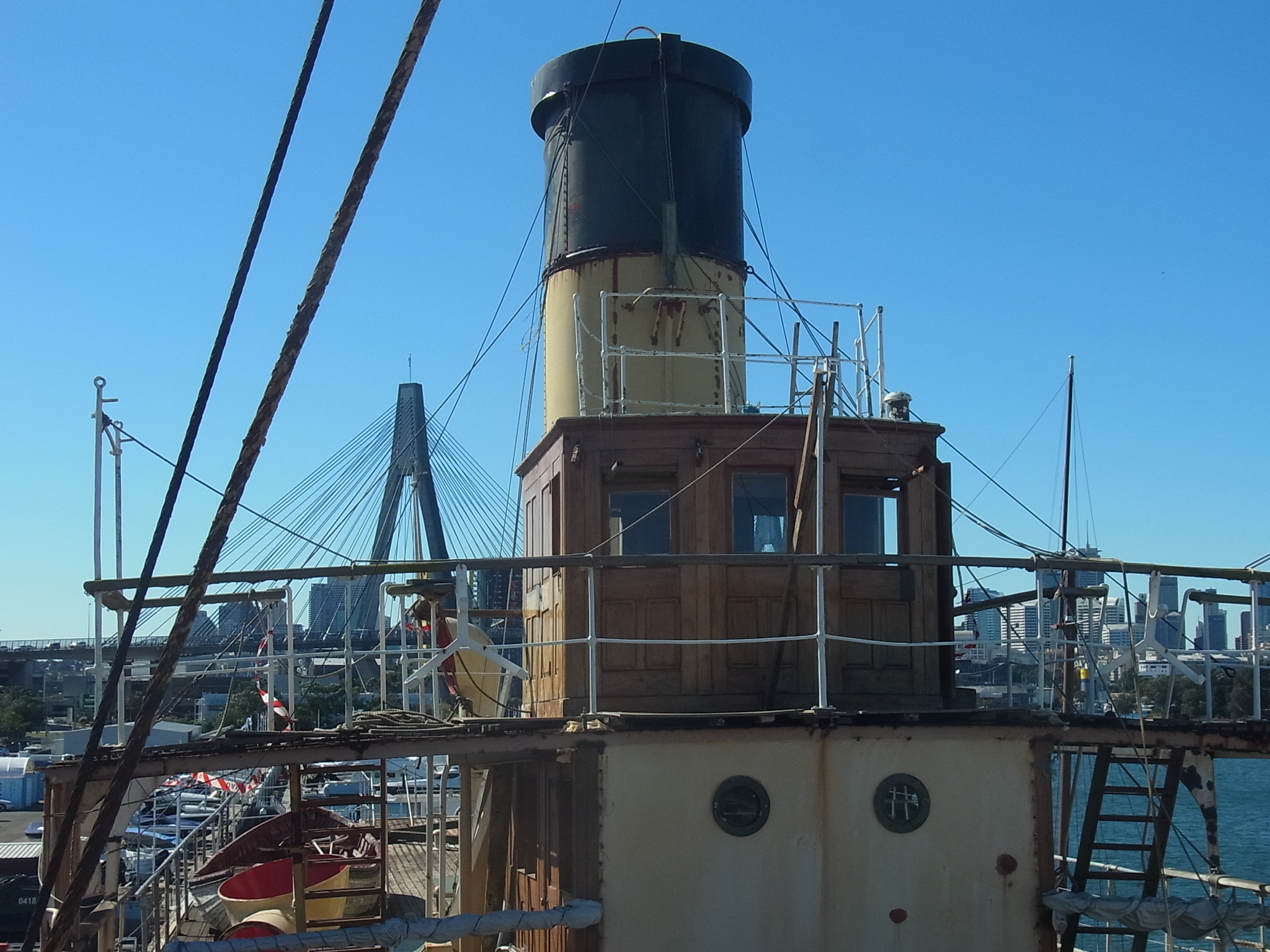
Timonerie avec salle des cartes en contrebas, septembre 2013

Début octobre 1927, John Oxley quitta Greenock, en Écosse, à destination de Brisbane via la mer Rouge et l'océan Indien. En route dans la mer Méditerranée, il a répondu à un signal de détresse du remorqueur Jackstay et l'a remorqué jusqu'à Malte. Il est arrivé à Brisbane le 9 décembre 1927.
Il a été livré à l'autorité portuaire du Queensland et au département maritime, où il a servi de bateau pilote dans la baie Moreton et de baliseur et soutien aux phares le long de la côte du Queensland.
Pendant la Seconde Guerre mondiale, John Oxley a été réquisitionné par la Royal Australian Navy et équipé d'un canon anti-aérien Oerlikon de 20 mm sur la poupe. Il a été retourné à ses anciennes fonctions en 1946.
John Oxley a continué à servir jusqu'en 1968, date à laquelle il a été mishors service. Dans ses dernières années, il était devenu de plus en plus détérioré, de sorte qu'en 1964, le journal de l'Union des marins australiens l'appelait un "tas de rouille" avec "les pires conditions de vie de tous les navires sur toute la côte australienne".

## Préservation

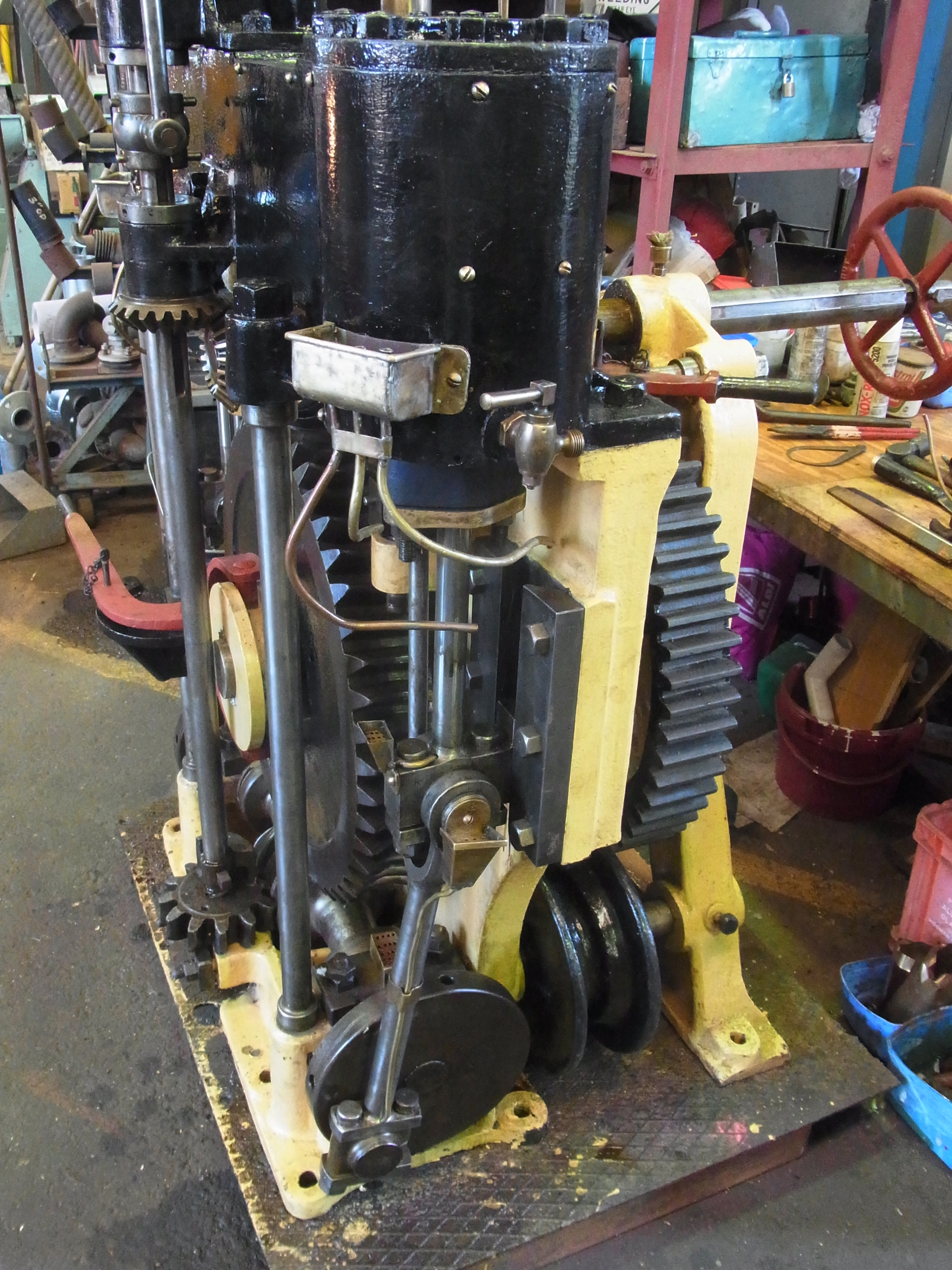
Moteur de direction restauré en mars 2014

John Oxley a été donné au Lady Hopetoun and Port Jackson Marine Steam Museum (maintenant la flotte du patrimoine de Sydney), arrivant à Sydney en août 1970 et amarré initialement à Port Jackson. Il a bénéficié très peu de travaux de réparation jusqu'en 1997, car la restauration sur un autre navire, le trois-mâts barque James Craig, était à un stade de finition. Sa coque s'était progressivement détériorée et il avait grand besoin de réparations lorsqu'il a été mis sur le quai flottant à la place du James Craig.
Depuis 2002, le John Oxley a fait l'objet d'une restauration continue sur le chantier naval Heritage dockyard of the Sydney Heritage Fleet, à Rozelle Bay. Pendant quatre-vingts ans sur l'eau, le navire avait subi une corrosion substantielle à la coque, aux ponts et à la superstructure. La majorité des plaques de la coque rivetée du navire ont nécessité une réplication complète en utilisant la même méthode rivetée à chaud que lorsque le navire a été construit.
Les travaux de restauration comprennent également la réparation et la remise en état de toutes les machines, mâts et gréements, le travail du bois, l'aménagement intérieur et la mise en état de navigabilité du navire. Le navire satisfera aux exigences d'enquête pour une exploitation sûre et effectuera des voyages côtiers.

## Galerie

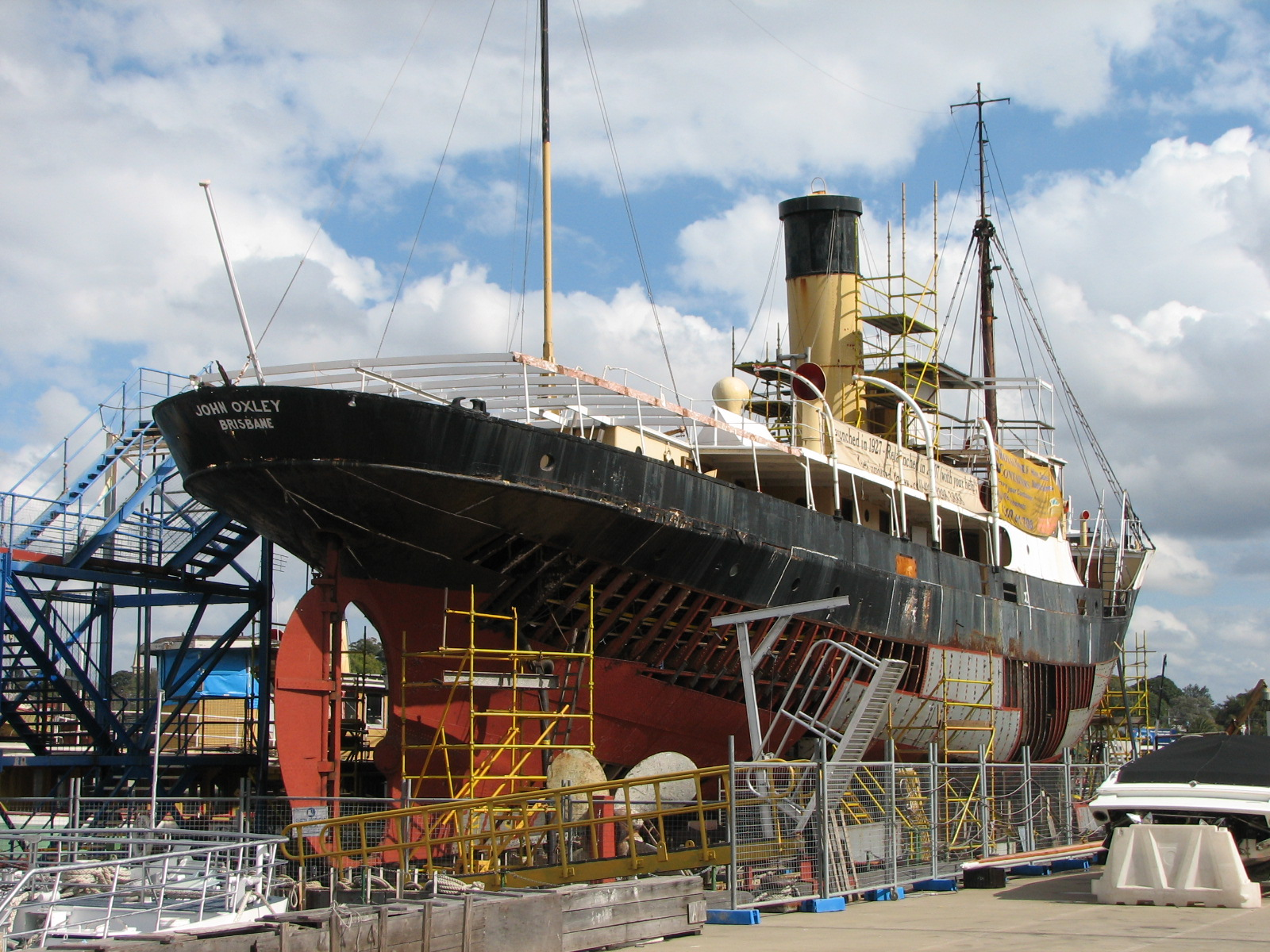
John Oxley en 2005
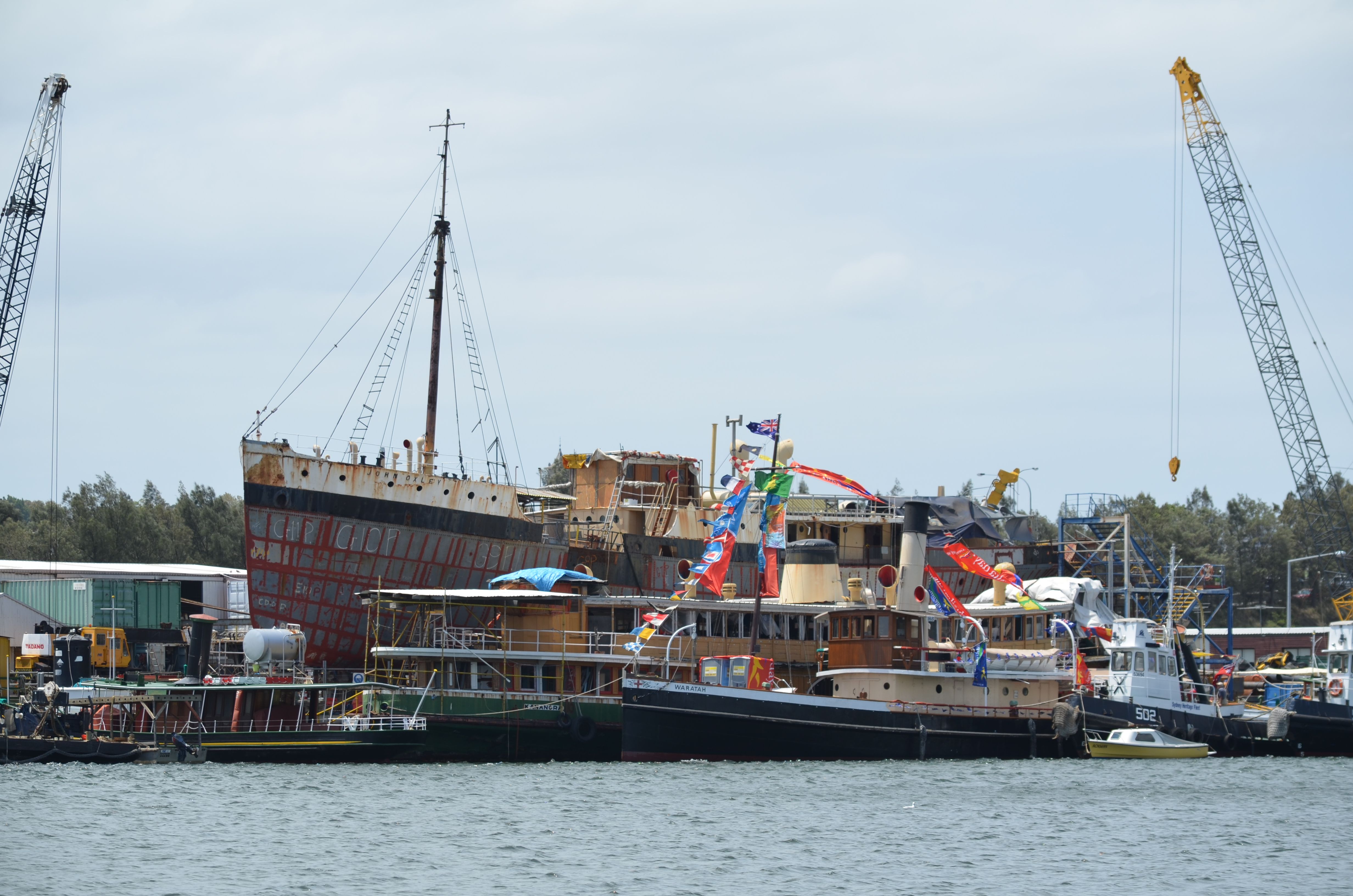
en cours de restauration
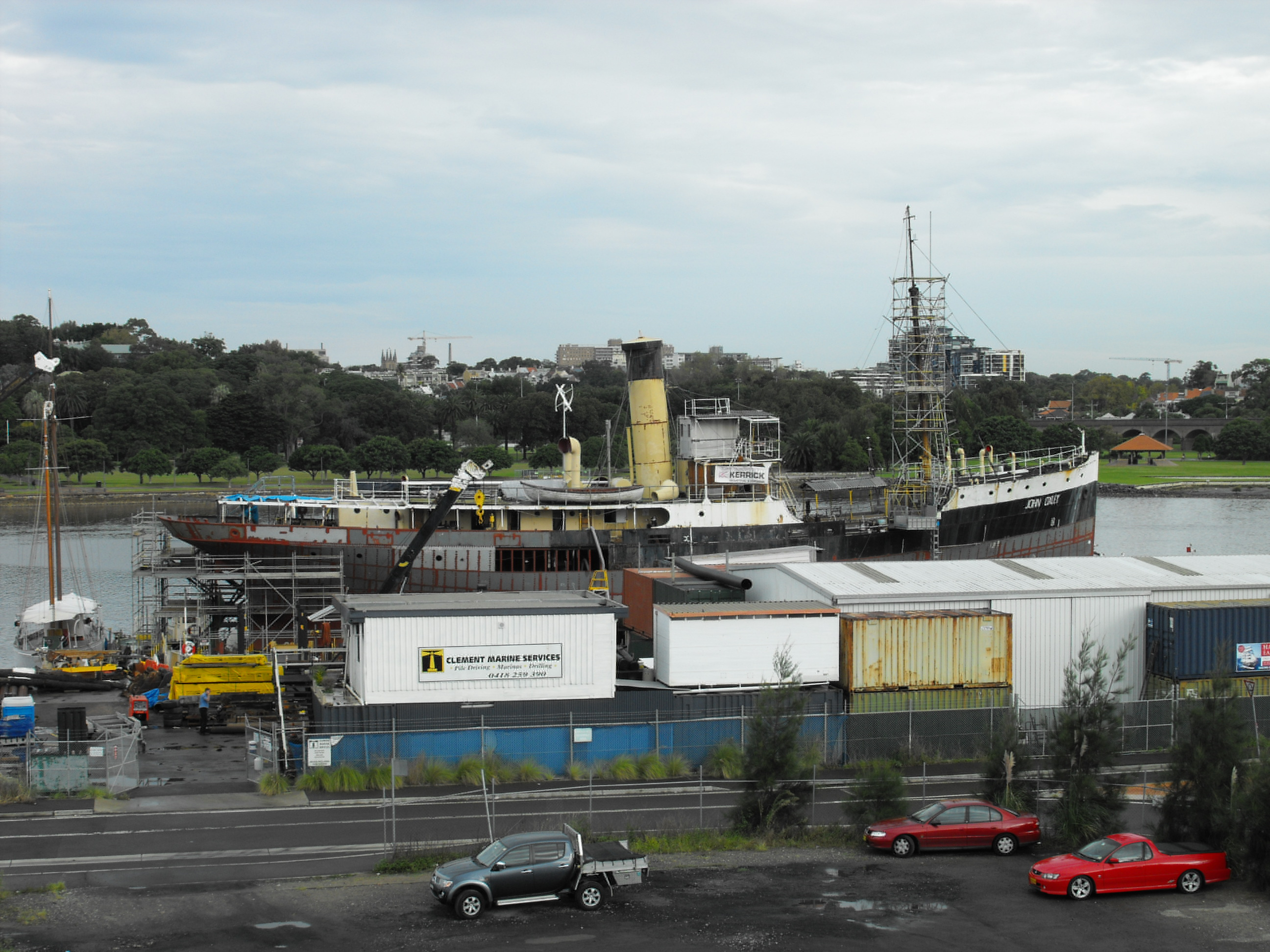
Après restauration